# فول سوداني جبلي
فول سوداني جبلي (الاسم العلمي: Arachis monticola)، نوع من النباتات المنتمية إلى فصيلة البقولية، وهو قريب من الفول السوداني المستأنس "المستزرع" (Arachis Hypogaea). إلى جانب الفول السوداني، فهو النوع الوحيد رباعي الصبغيات في جنس الفول السوداني. يُعتقد أنه الجد البري المباشر للفول السوداني المستزرع، على الرغم من أنه قد يكون شكلًا عشبيًا، ينحدر من الفول السوداني المستزرع